# محمد بن سوري
محمد بن سوري (بالفارسية: محمد بن سوری، توفي عام 1011) كان ملك من سلالة الغوريون من القرن العاشر إلى عام 1011. خلال فترة حكمه، هُزم على يد السلطان محمود الغزنوي وحتلت مناطقه. وفقًا لمنهاج السراج (لجوزجاني)، قُبض على محمد من قبل محمود الغزنوي، وسجن مع ابنه، واقتيد إلى غزنة، حيث مات محمد عن طريق تسميم نفسه. بعد ذلك، تم تعليم جميع سكان غورستان تعاليم الإسلام وتحويلهم من بوذية الماهايانا إلى الإسلام. في وقت لاحق، أطاح معز الدين محمد الغوري بادولة الغزنوية عام 1186 وغزا آخر عاصمتهم في لاهور. والولاية كان فيها من أسلم من سكانها خلال الحقب السابقة، غير أن جزءًا كبيرًا قد ارتد عن الإسلام وكان محمد من جملة من ارتدوا عن الإسلام.
يقال أن محمد كان ملكًا عظيمًا وأن معظم أراضي الغور كانت في حوزته. ولكن بما أن العديد من سكان الغور من الطبقة العالية والدُنيا لم يعتنقوا الإسلام بعد، فقد كان هناك صراع مستمر بينهم. جاء الصفاريون من نمروز إلى بوست ودوار، تغلب يعقوب الصفار على لاك لاك، الذي كان زعيم تَخين أباد، في بلدة رُخ آج. سعى الغوريون إلى الأمان في سارا-سانغ وسكنوا هناك بأمان، لكن حتى بينهم، سادت الأعمال العدائية باستمرار بين المسلمين والسكان الأصليين من الهندوسيين. كانت إحدى القلاع في حالة حرب مع قلعة أخرى، ولم تتوقف نزاعاتهم؛ ولكن بسبب عدم إمكانية الوصول إلى جبال الشاهقة، التي تقع في غور، لم يستطع أي أجنبي التغلب عليهم، وكان محمد زعيم كل المندشيين.

## التاريخ
كانت المنطقة تحت حكم ملك يدعى أمير سوري ولم يتحول السكان بعد إلى الإسلام.
ابنه محمد الذي تعرض للهجوم من قبل محمود الغزنوي مذكورًا أيضًا في روضة الصفا أنه لا يزال وثنيًا على الرغم من اسمه، ويصفه العتبي بأنه بوذي. استولى محمود على معقله في عام 400 هـ (1009) وأسره، حيث قيل إنهُ سمم نفسه. وعين محمود الغزنوي ابنه أبو علي بن محمد مكانه، ولا شك أنه أسلم، ويقال أنه بنى المساجد. ومع ذلك أطاح به ابن أخيه عباس بن شيت، بعد أن تولى مسعود عرش غزنة.
ويشار إلى محمد باسم ابن سوري،
كما أن غور كانت آخر معقل لدين قديم اعتنقه السكان عندما أصبح جميع جيرانهم من المسلمين. انتصر محمود الغزنوي على أمير غور بن سوري،أسره بعد معركة حامية في وادي أينغران. يقال أن ابن سوري بوذي من قبل المؤلف الذي سجل الإطاحة به؛ لا يترتب على ذلك أنه كان فردًا بالدين أو العرق، بل فقط أنه لم يكن مسلمًا.